# Britta Thomsen
Britta Thomsen   (Aalborg, 23 de gener de 1954) és una política danesa que va exercir com a diputada al Parlament Europeu des del 2004 fins al 2014. És membre dels socialdemòcrates, que forma part del Partit dels Socialistes Europeus.
Al parlament, Thomsen va exercir com a vicepresident de la Comissió d'Indústria, Recerca i Energia. També va ser membre de la Comissió de Drets de la Dona i Igualtat de Gènere, substituta de la Comissió de Desenvolupament i vicepresidenta de la delegació de relacions amb Sud-àfrica. Va donar suport al Manifest del Grup Spinelli.